# VandenEnde Foundation
De VandenEnde Foundation is een stichting die bijdragen verleent aan cultuurinstellingen zonder winstoogmerk en natuurlijke personen die een studie volgen in de professionele podiumkunsten.

## Doelstelling
De stichting wil "ontplooiingskansen bieden aan talentvolle jonge en gevestigde kunstenaars, de cultuurparticipatie bevorderen en het cultureel ondernemerschap stimuleren". Dit is het missiestatement van de stichting die op 18 januari 2001 werd opgericht door Joop van den Ende en zijn vrouw Janine. De verkoop van zijn Endemol-aandelen in 2000 maakte het mogelijk hun jarenlange droom te realiseren.

## Bestuur
Het bestuur van de foundation bestaat uit:
- Joop van den Ende – voorzitter,
- Janine Klijberg – vice-voorzitter,
- Rutger van Nouhuijs - penningmeester,
- Saskia Laseur – bestuurslid,
- Cornald Maas – bestuurslid,
- Marian Spier – bestuurslid.